# Bujnovitsa
Bujnovitsa (bulgariska: Буйновица) är ett distrikt i Bulgarien.   Det ligger i kommunen Obsjtina Venets och regionen Sjumen, i den centrala delen av landet, 210 km öster om huvudstaden Sofia.
I omgivningarna runt Bujnovitsa växer i huvudsak lövfällande lövskog. Runt Bujnovitsa är det glesbefolkat, med 16 invånare per kvadratkilometer.